# Mistrzynie wielkoszlemowych turniejów deblowych
Lista mistrzyń turniejów wielkoszlemowych w grze podwójnej.
Jedyną parą, która wygrała Klasycznego Wielkiego Szlema są Martina Navrátilová i Pam Shriver w 1984 roku, a osiem kolejnych triumfów (Wimbledon 1983 – French Open 1985) pozostaje nieosiągalnym dla nikogo rekordem. Maria Bueno w 1960 roku i Martina Hingis w 1998 wygrały Klasycznego Wielkiego Szlema, ale z różnymi partnerkami. Tylko cztery zawodniczki skompletowały karierowego Złotego Szlema, czyli wygrały wszystkie cztery turnieje wielkoszlemowe oraz zdobyły złoty medal Letnich Igrzysk Olimpijskich w ciągu całej kariery: Venus Williams i Serena Williams wspólnie, a indywidualnie Pam Shriver i Gigi Fernández.

## Mistrzynie rok po roku
| Rok  | Australian Open | French Open                                                      | Wimbledon                                                   | US Open                                                          |
| ---- | --- | ---------------------------------------------------------------- | ----------------------------------------------------------- | ---------------------------------------------------------------- |
| 1889 | rozpoczął się w 1922 | rozpoczął się w 1925                                             | rozpoczął się w 1913                                        | Bertha Townsend Margarette Ballard                               |
| 1890 | turniej nie był rozgrywany | turniej nie był rozgrywany                                       | turniej nie był rozgrywany                                  | Ellen Roosevelt Grace Roosevelt                                  |
| 1891 | turniej nie był rozgrywany | turniej nie był rozgrywany                                       | turniej nie był rozgrywany                                  | Mabel Cahill (1/2) Emma Leavitt-Morgan                           |
| 1892 | turniej nie był rozgrywany | turniej nie był rozgrywany                                       | turniej nie był rozgrywany                                  | Mabel Cahill (2/2) Adeline McKinlay                              |
| 1893 | turniej nie był rozgrywany | turniej nie był rozgrywany                                       | turniej nie był rozgrywany                                  | Aline Terry Hattie Butler                                        |
| 1894 | turniej nie był rozgrywany | turniej nie był rozgrywany                                       | turniej nie był rozgrywany                                  | Helen Hellwig (1/2) Juliette Atkinson (1/7)                      |
| 1895 | turniej nie był rozgrywany | turniej nie był rozgrywany                                       | turniej nie był rozgrywany                                  | Helen Hellwig (2/2) Juliette Atkinson (2/7)                      |
| 1896 | turniej nie był rozgrywany | turniej nie był rozgrywany                                       | turniej nie był rozgrywany                                  | Elisabeth Moore (1/2) Juliette Atkinson (3/7)                    |
| 1897 | turniej nie był rozgrywany | turniej nie był rozgrywany                                       | turniej nie był rozgrywany                                  | Juliette Atkinson (4/7) Kathleen Atkinson (1/2)                  |
| 1898 | turniej nie był rozgrywany | turniej nie był rozgrywany                                       | turniej nie był rozgrywany                                  | Juliette Atkinson (5/7) Kathleen Atkinson (2/2)                  |
| 1899 | turniej nie był rozgrywany | turniej nie był rozgrywany                                       | turniej nie był rozgrywany                                  | Jane Craven Myrtle McAteer (1/2)                                 |
| 1900 | turniej nie był rozgrywany | turniej nie był rozgrywany                                       | turniej nie był rozgrywany                                  | Edith Parker Hallie Champlin                                     |
| 1901 | turniej nie był rozgrywany | turniej nie był rozgrywany                                       | turniej nie był rozgrywany                                  | Juliette Atkinson (6/7) Myrtle McAteer (2/2)                     |
| 1902 | turniej nie był rozgrywany | turniej nie był rozgrywany                                       | turniej nie był rozgrywany                                  | Juliette Atkinson (7/7) Marion Jones                             |
| 1903 | turniej nie był rozgrywany | turniej nie był rozgrywany                                       | turniej nie był rozgrywany                                  | Elisabeth Moore (2/2) Carrie Neely (1/3)                         |
| 1904 | turniej nie był rozgrywany | turniej nie był rozgrywany                                       | turniej nie był rozgrywany                                  | May Sutton Bundy Miriam Hall                                     |
| 1905 | turniej nie był rozgrywany | turniej nie był rozgrywany                                       | turniej nie był rozgrywany                                  | Helen Homans Carrie Neely (2/3)                                  |
| 1906 | turniej nie był rozgrywany | turniej nie był rozgrywany                                       | turniej nie był rozgrywany                                  | Ann Burdette Coe Ethel Bliss Platt                               |
| 1907 | turniej nie był rozgrywany | turniej nie był rozgrywany                                       | turniej nie był rozgrywany                                  | Marie Wimer Carrie Neely (3/3)                                   |
| 1908 | turniej nie był rozgrywany | turniej nie był rozgrywany                                       | turniej nie był rozgrywany                                  | Evelyn Sears Margaret Curtis                                     |
| 1909 | turniej nie był rozgrywany | turniej nie był rozgrywany                                       | turniej nie był rozgrywany                                  | Hazel Hotchkiss Wightman (1/7) Edith Rotch (1/2)                 |
| 1910 | turniej nie był rozgrywany | turniej nie był rozgrywany                                       | turniej nie był rozgrywany                                  | Hazel Hotchkiss Wightman (2/7) Edith Rotch (2/2)                 |
| 1911 | turniej nie był rozgrywany | turniej nie był rozgrywany                                       | turniej nie był rozgrywany                                  | Hazel Hotchkiss Wightman (3/7) Eleonora Sears (1/4)              |
| 1912 | turniej nie był rozgrywany | turniej nie był rozgrywany                                       | turniej nie był rozgrywany                                  | Mary Browne (1/6) Dorothy Green                                  |
| 1913 | turniej nie był rozgrywany | turniej nie był rozgrywany                                       | Winifred McNair Dora Boothby                                | Mary Browne (2/6) Louise Riddell Williams (1/3)                  |
| 1914 | turniej nie był rozgrywany | turniej nie był rozgrywany                                       | Agnes Morton Elizabeth Ryan (1/17)                          | Mary Browne (3/6) Louise Riddell Williams (2/3)                  |
| 1915 | turniej nie był rozgrywany | turniej nie był rozgrywany                                       | turniej nie był rozgrywany                                  | Hazel Hotchkiss Wightman (4/7) Eleonora Sears (2/4)              |
| 1916 | turniej nie był rozgrywany | turniej nie był rozgrywany                                       | turniej nie był rozgrywany                                  | Molla Bjurstedt (1/2) Eleonora Sears (3/4)                       |
| 1917 | turniej nie był rozgrywany | turniej nie był rozgrywany                                       | turniej nie był rozgrywany                                  | Molla Bjurstedt (2/2) Eleonora Sears (4/4)                       |
| 1918 | turniej nie był rozgrywany | turniej nie był rozgrywany                                       | turniej nie był rozgrywany                                  | Marion Zinderstein Jessup (1/4) Eleanor Goss (1/4)               |
| 1919 | turniej nie był rozgrywany | turniej nie był rozgrywany                                       | Suzanne Lenglen (1/8) Elizabeth Ryan (2/17)                 | Marion Zinderstein Jessup (2/4) Eleanor Goss (2/4)               |
| 1920 | turniej nie był rozgrywany | turniej nie był rozgrywany                                       | Suzanne Lenglen (2/8) Elizabeth Ryan (3/17)                 | Marion Zinderstein Jessup (3/4) Eleanor Goss (3/4)               |
| 1921 | turniej nie był rozgrywany | turniej nie był rozgrywany                                       | Suzanne Lenglen (3/8) Elizabeth Ryan (4/17)                 | Mary Browne (4/6) Louise Riddell Williams (3/3)                  |
| 1922 | Esna Boyd Robertson (1/4) Marjorie Mountain | turniej nie był rozgrywany                                       | Suzanne Lenglen (4/8) Elizabeth Ryan (5/17)                 | Marion Zinderstein Jessup (4/4) Helen Wills Moody (1/9)          |
| 1923 | Esna Boyd Robertson (2/4) Sylvia Lance Harper (1/3) | turniej nie był rozgrywany                                       | Suzanne Lenglen (5/8) Elizabeth Ryan (6/17)                 | Kathleen McKane Godfree (1/2) Phyllis Covell                     |
| 1924 | Daphne Akhurst Cozens (1/5) Sylvia Lance Harper (2/3) | turniej nie był rozgrywany                                       | Hazel Hotchkiss Wightman (5/7) Helen Wills Moody (2/9)      | Hazel Hotchkiss Wightman (6/7) Helen Wills Moody (3/9)           |
| 1925 | Sylvia Lance Harper (3/3) Daphne Akhurst Cozens (2/5) | Suzanne Lenglen (6/8) Julie Vlasto Serpieri (1/2)                | Suzanne Lenglen (7/8) Elizabeth Ryan (7/17)                 | Mary Browne (5/6) Helen Wills Moody (4/9)                        |
| 1926 | Meryl O’Hara Wood (1/2) Esna Boyd Robertson (3/4) | Suzanne Lenglen (8/8) Julie Vlasto Serpieri (2/2)                | Mary Browne (6/6) Elizabeth Ryan (8/17)                     | Elizabeth Ryan (9/17) Eleanor Goss (4/4)                         |
| 1927 | Meryl O’Hara Wood (2/2) Louie Bickerton (1/3) | Irene Bowder Peacock Bobbie Heine                                | Helen Wills Moody (5/9) Elizabeth Ryan (10/17)              | Kathleen McKane Godfree (2/2) Ermyntrude Harvey                  |
| 1928 | Daphne Akhurst Cozens (3/5) Esna Boyd Robertson (4/4) | Phoebe Holcroft Watson (1/4) Eileen Bennett Whittingstall (1/3)  | Peggy Saunders (1/2) Phoebe Holcroft Watson (2/4)           | Hazel Hotchkiss Wightman (7/7) Helen Wills Moody (6/9)           |
| 1929 | Daphne Akhurst Cozens (4/5) Louie Bickerton (2/3) | Lilí Álvarez Cornelia Bouman                                     | Peggy Saunders (2/2) Phoebe Holcroft Watson (3/4)           | Phoebe Holcroft Watson (4/4) Peggy Mitchell                      |
| 1930 | Margaret Molesworth (1/3) Emily Hood Westacott (1/3) | Helen Wills Moody (7/9) Elizabeth Ryan (11/17)                   | Helen Wills Moody (8/9) Elizabeth Ryan (12/17)              | Betty Nuthall Shoemaker (1/4) Sarah Palfrey Cooke (1/11)         |
| 1931 | Daphne Akhurst Cozens (5/5) Louie Bickerton (3/3) | Eileen Bennett Whittingstall (2/3) Betty Nuthall Shoemaker (2/4) | Phyllis Mudford Dorothy Shepherd-Barron                     | Betty Nuthall Shoemaker (3/4) Eileen Bennett Whittingstall (3/3) |
| 1932 | Coral Buttsworth Marjorie Cox Crawford | Helen Wills Moody (9/9) Elizabeth Ryan (13/17)                   | Doris Metaxa Josane Sigart                                  | Helen Jacobs (1/3) Sarah Palfrey Cooke (2/11)                    |
| 1933 | Margaret Molesworth (2/3) Emily Hood Westacott (2/3) | Simonne Mathieu (1/9) Elizabeth Ryan (14/17)                     | Simonne Mathieu (2/9) Elizabeth Ryan (15/17)                | Betty Nuthall Shoemaker (4/4) Freda James (1/3)                  |
| 1934 | Margaret Molesworth (3/3) Emily Hood Westacott (3/3) | Simonne Mathieu (3/9) Elizabeth Ryan (16/17)                     | Simonne Mathieu (4/9) Elizabeth Ryan (17/17)                | Helen Jacobs (2/3) Sarah Palfrey Cooke (3/11)                    |
| 1935 | Evelyn Dearman Nancy Lyle | Margaret Scriven Vivian Kay Stammers Bullitt (1/3)               | Freda James (2/3) Kay Stammers Bullitt (2/3)                | Helen Jacobs (3/3) Sarah Palfrey Cooke (4/11)                    |
| 1936 | Thelma Coyne Long (1/12) Nancye Wynne Bolton (1/10) | Simonne Mathieu (5/9) Billie Yorke (1/4)                         | Freda James (3/3) Kay Stammers Bullitt (3/3)                | Marjorie Gladman Van Ryn Carolin Babcock                         |
| 1937 | Thelma Coyne Long (2/12) Nancye Wynne Bolton (2/10) | Simonne Mathieu (6/9) Billy Yorke (2/4)                          | Simonne Mathieu (7/9) Billy Yorke (3/4)                     | Sarah Palfrey Cooke (5/11) Alice Marble (1/6)                    |
| 1938 | Thelma Coyne Long (3/12) Nancye Wynne Bolton (3/10) | Simonne Mathieu (8/9) Billy Yorke (4/4)                          | Sarah Palfrey Cooke (6/11) Alice Marble (2/6)               | Sarah Palfrey Cooke (7/11) Alice Marble (3/6)                    |
| 1939 | Thelma Coyne Long (4/12) Nancye Wynne Bolton (4/10) | Simonne Mathieu (9/9) Jadwiga Jędrzejowska                       | Sarah Palfrey Cooke (8/11) Alice Marble (4/6)               | Sarah Palfrey Cooke (9/11) Alice Marble (5/6)                    |
| 1940 | Thelma Coyne Long (5/12) Nancye Wynne Bolton (5/10) | turniej nie był rozgrywany                                       | turniej nie był rozgrywany                                  | Sarah Palfrey Cooke (10/11) Alice Marble (6/6)                   |
| 1941 | turniej nie był rozgrywany | turniej nie był rozgrywany                                       | turniej nie był rozgrywany                                  | Sarah Palfrey Cooke (11/11) Margaret Osborne DuPont (1/21)       |
| 1942 | turniej nie był rozgrywany | turniej nie był rozgrywany                                       | turniej nie był rozgrywany                                  | Louise Brough Clapp (1/21) Margaret Osborne DuPont (2/21)        |
| 1943 | turniej nie był rozgrywany | turniej nie był rozgrywany                                       | turniej nie był rozgrywany                                  | Louise Brough Clapp (2/21) Margaret Osborne DuPont (3/21)        |
| 1944 | turniej nie był rozgrywany | turniej nie był rozgrywany                                       | turniej nie był rozgrywany                                  | Louise Brough Clapp (3/21) Margaret Osborne DuPont (4/21)        |
| 1945 | turniej nie był rozgrywany | turniej nie był rozgrywany                                       | turniej nie był rozgrywany                                  | Louise Brough Clapp (4/21) Margaret Osborne DuPont (5/21)        |
| 1946 | Joyce Fitch Mary Bevis Hawton (1/5) | Louise Brough Clapp (5/21) Margaret Osborne DuPont (6/21)        | Louise Brough Clapp (6/21) Margaret Osborne DuPont (7/21)   | Louise Brough Clapp (7/21) Margaret Osborne DuPont (8/21)        |
| 1947 | Thelma Coyne Long (6/12) Nancye Wynne Bolton (6/10) | Louise Brough Clapp (8/21) Margaret Osborne DuPont (9/21)        | Patricia Canning Todd (1/2) Doris Hart (1/14)               | Louise Brough Clapp (9/21) Margaret Osborne DuPont (10/21)       |
| 1948 | Thelma Coyne Long (7/12) Nancye Wynne Bolton (7/10) | Doris Hart (2/14) Patricia Canning Todd (2/2)                    | Louise Brough Clapp (10/21) Margaret Osborne DuPont (11/21) | Louise Brough Clapp (11/21) Margaret Osborne DuPont (12/21)      |
| 1949 | Thelma Coyne Long (8/12) Nancye Wynne Bolton (8/10) | Louise Brough Clapp (12/21) Margaret Osborne DuPont (13/21)      | Louise Brough Clapp (13/21) Margaret Osborne DuPont (14/21) | Louise Brough Clapp (14/21) Margaret Osborne DuPont (15/21)      |
| 1950 | Louise Brough Clapp (15/21) Doris Hart (3/14) | Doris Hart (4/14) Shirley Fry (1/12)                             | Louise Brough Clapp (16/21) Margaret Osborne DuPont (16/21) | Louise Brough Clapp (17/21) Margaret Osborne DuPont (17/21)      |
| 1951 | Thelma Coyne Long (9/12) Nancye Wynne Bolton (9/10) | Doris Hart (5/14) Shirley Fry (2/12)                             | Doris Hart (6/14) Shirley Fry (3/12)                        | Shirley Fry (4/12) Doris Hart (7/14)                             |
| 1952 | Thelma Coyne Long (10/12) Nancye Wynne Bolton (10/10) | Doris Hart (8/14) Shirley Fry (5/12)                             | Doris Hart (9/14) Shirley Fry (6/12)                        | Shirley Fry (7/12) Doris Hart (10/14)                            |
| 1953 | Maureen Connolly Brinker (1/2) Julie Sampson Haywood | Doris Hart (11/14) Shirley Fry (8/12)                            | Doris Hart (12/14) Shirley Fry (9/12)                       | Shirley Fry (10/12) Doris Hart (13/14)                           |
| 1954 | Mary Bevis Hawton (2/5) Beryl Penrose (1/2) | Maureen Connolly Brinker (2/2) Nell Hall Hopman                  | Louise Brough Clapp (18/21) Margaret Osborne DuPont (18/21) | Shirley Fry (11/12) Doris Hart (14/14)                           |
| 1955 | Mary Bevis Hawton (3/5) Beryl Penrose (2/2) | Beverly Baker Fleitz Darlene Hard (1/13)                         | Angela Mortimer Barrett Anne Shilcock                       | Louise Brough Clapp (19/21) Margaret Osborne DuPont (19/21)      |
| 1956 | Mary Bevis Hawton (4/5) Thelma Coyne Long (11/12) | Angela Buxton (1/2) Althea Gibson (1/5)                          | Angela Buxton (2/2) Althea Gibson (2/5)                     | Louise Brough Clapp (20/21) Margaret Osborne DuPont (20/21)      |
| 1957 | Althea Gibson (3/5) Shirley Fry (12/12) | Shirley Bloomer Brasher Darlene Hard (2/13)                      | Althea Gibson (4/5) Darlene Hard (3/13)                     | Louise Brough Clapp (21/21) Margaret Osborne DuPont (21/21)      |
| 1958 | Mary Bevis Hawton (5/5) Thelma Coyne Long (12/12) | Rosie Reyes Darmon Yola Ramírez Ochoa                            | Maria Bueno (1/11) Althea Gibson (5/5)                      | Darlene Hard (4/13) Jeanne Arth (1/3)                            |
| 1959 | Renee Schuurman Haygarth (1/5) Sandra Reynolds Price (1/4) | Renee Schuurman Haygarth (2/5) Sandra Reynolds Price (2/4)       | Jeanne Arth (2/3) Darlene Hard (5/13)                       | Darlene Hard (6/13) Jeanne Arth (3/3)                            |
| 1960 | Maria Bueno (2/11) Christine Truman Janes | Maria Bueno (3/11) Darlene Hard (7/13)                           | Maria Bueno (4/11) Darlene Hard (8/13)                      | Maria Bueno (5/11) Darlene Hard (9/13)                           |
| 1961 | Mary Carter Reitano Margaret Smith (1/19) | Sandra Reynolds Price (3/4) Renee Schuurman Haygarth (3/5)       | Karen Hantze Susman (1/3) Billie Jean King (1/16)           | Darlene Hard (10/13) Lesley Turner Bowrey (1/7)                  |
| 1962 | Margaret Smith (2/19) Robyn Ebbern (1/3) | Sandra Reynolds Price (24/4) Renee Schuurman Haygarth (4/5)      | Karen Hantze Susman (2/3) Billie Jean King (2/16)           | Darlene Hard (11/13) Maria Bueno (6/11)                          |
| 1963 | Margaret Smith (3/19) Robyn Ebbern (2/3) | Ann Haydon-Jones (1/3) Renee Schuurman Haygarth (5/5)            | Maria Bueno (7/11) Darlene Hard (12/13)                     | Margaret Smith (4/19) Robyn Ebbern (3/3)                         |
| 1964 | Judy Tegart Dalton (1/8) Lesley Turner Bowrey (2/7) | Margaret Smith (5/19) Lesley Turner Bowrey (3/7)                 | Margaret Smith (6/19) Lesley Turner Bowrey (4/7)            | Billie Jean King (3/16) Karen Hantze Susman (3/3)                |
| 1965 | Margaret Smith (7/19) Lesley Turner Bowrey (5/7) | Margaret Smith (8/19) Lesley Turner Bowrey (6/7)                 | Maria Bueno (8/11) Nancy Richey Gunter (1/4)                | Carole Caldwell Graebner (1/2) Nancy Richey Gunter (2/4)         |
| 1966 | Carole Caldwell Graebner (2/2) Nancy Richey Gunter (3/4) | Margaret Smith (9/19) Judy Tegart Dalton (2/8)                   | Maria Bueno (9/11) Billie Jean King (4/16)                  | Maria Bueno (10/11) Nancy Richey Gunter (4/4)                    |
| 1967 | Lesley Turner Bowrey (7/7) Judy Tegart Dalton (3/8) | Françoise Durr (1/7) Gail Sherriff (1/4)                         | Rosie Casals (1/9) Billie Jean King (5/16)                  | Rosie Casals (2/9) Billie Jean King (6/16)                       |
| 1968 | Karen Krantzcke Kerry Melville Reid (1/3) Koniec amatorskiej ery tenisa | Początek Ery Open Françoise Durr (2/7) Ann Haydon-Jones (2/3)    | Rosie Casals (3/9) Billie Jean King (7/16)                  | Maria Bueno (11/11) Margaret Smith Court (10/19)                 |
| 1969 | Margaret Smith Court (11/19) Judy Tegart Dalton (4/8) | Françoise Durr (3/7) Ann Haydon-Jones (3/3)                      | Margaret Smith Court (12/19) Judy Tegart Dalton (5/8)       | Françoise Durr (4/7) Darlene Hard (13/13)                        |
| 1970 | Margaret Smith Court (13/19) Judy Tegart Dalton (6/8) | Gail Sherriff Chanfreau (2/4) Françoise Durr (5/7)               | Rosie Casals (4/9) Billie Jean King (8/16)                  | Margaret Smith Court (14/19) Judy Tegart Dalton (7/8)            |
| 1971 | Margaret Smith Court (15/19) Evonne Goolagong (1/6) | Gail Sherriff Chanfreau (3/4) Françoise Durr (6/7)               | Rosie Casals (5/9) Billie Jean King (9/16)                  | Rosie Casals (6/9) Judy Tegart Dalton (8/8)                      |
| 1972 | Kerry Harris Helen Gourlay Cawley (1/5) | Billie Jean King (10/16) Betty Stöve (1/6)                       | Billie Jean King (11/16) Betty Stöve (2/6)                  | Françoise Durr (7/7) Betty Stöve (3/6)                           |
| 1973 | Margaret Smith Court (16/19) Virginia Wade (1/4) | Margaret Smith Court (17/19) Virginia Wade (2/4)                 | Rosie Casals (7/9) Billie Jean King (12/16)                 | Margaret Smith Court (18/19) Virginia Wade (3/4)                 |
| 1974 | Evonne Goolagong (2/6) Peggy Michel (1/3) | Chris Evert (1/3) Olga Morozowa                                  | Evonne Goolagong (3/6) Peggy Michel (2/3)                   | Rosie Casals (8/9) Billie Jean King (13/16)                      |
| 1975 | Evonne Goolagong (4/6) Peggy Michel (3/3) | Chris Evert (2/3) Martina Navrátilová (1/31)                     | Ann Kiyomura Kazuko Sawamatsu                               | Margaret Smith Court (19/19) Virginia Wade (4/4)                 |
| 1976 | Evonne Goolagong (5/6) Helen Gourlay Cawley (2/5) | Fiorella Bonicelli Gail Chanfreau Lovera (4/4)                   | Chris Evert (3/3) Martina Navrátilová (2/31)                | Delina Boshoff Ilana Kloss                                       |
| 1977 | styczeń Dianne Fromholtz Balestrat Helen Gourlay Cawley (3/5) grudzień mecz finałowy nie odbył się z powodu opadów deszczu Evonne Goolagong (6/6) Helen Gourlay Cawley (5/5) Mona Guerrant Kerry Melville Reid (2/3) | Regina Maršíková Pam Teeguarden                                  | Helen Gourlay Cawley (4/5) JoAnne Russell                   | Martina Navrátilová (3/31) Betty Stöve (4/6)                     |
| 1978 | Betsy Nagelsen (1/2) Renáta Tomanová | Mima Jaušovec Virginia Ruzici                                    | Kerry Melville Reid (3/3) Wendy Turnbull (1/4)              | Billie Jean King (14/16) Martina Navrátilová (4/31)              |
| 1979 | Judy Chaloner Diane Evers | Betty Stöve (5/6) Wendy Turnbull (2/4)                           | Billie Jean King (15/16) Martina Navrátilová (5/31)         | Betty Stöve (6/6) Wendy Turnbull (3/4)                           |
| 1980 | Martina Navrátilová (7/31) Betsy Nagelsen (2/2) | Kathy Jordan (1/5) Anne Smith (1/5)                              | Kathy Jordan (2/5) Anne Smith (2/5)                         | Billie Jean King (16/16) Martina Navrátilová (6/31)              |
| 1981 | Kathy Jordan (4/5) Anne Smith (4/5) | Rosalyn Fairbank Nideffer (1/2) Tanya Harford                    | Martina Navrátilová (8/31) Pam Shriver (1/21)               | Kathy Jordan (3/5) Anne Smith (3/5)                              |
| 1982 | Martina Navrátilová (11/31) Pam Shriver (3/21) | Martina Navrátilová (9/31) Anne Smith (5/5)                      | Martina Navrátilová (10/31) Pam Shriver (2/21)              | Rosie Casals (9/9) Wendy Turnbull (4/4)                          |
| 1983 | Martina Navrátilová (14/31) Pam Shriver (6/21) | Rosalyn Fairbank Nideffer (2/2) Candy Reynolds                   | Martina Navrátilová (12/31) Pam Shriver (4/21)              | Martina Navrátilová (13/31) Pam Shriver (5/21)                   |
| 1984 | Martina Navrátilová (18/31) Pam Shriver (10/21) | Martina Navrátilová (15/31) Pam Shriver (7/21)                   | Martina Navrátilová (16/31) Pam Shriver (8/21)              | Martina Navrátilová (17/31) Pam Shriver (9/21)                   |
| 1985 | Martina Navrátilová (20/31) Pam Shriver (12/21) | Martina Navrátilová (19/31) Pam Shriver (11/21)                  | Kathy Jordan (5/5) Elizabeth Sayers Smylie                  | Claudia Kohde-Kilsch (1/2) Helena Suková (1/9)                   |
| 1986 | turniej nie był rozgrywany | Martina Navrátilová (21/31) Andrea Temesvári                     | Martina Navrátilová (22/31) Pam Shriver (13/21)             | Martina Navrátilová (23/31) Pam Shriver (14/21)                  |
| 1987 | Martina Navrátilová (24/31) Pam Shriver (15/21) | Martina Navrátilová (25/31) Pam Shriver (16/21)                  | Claudia Kohde-Kilsch (2/2) Helena Suková (2/9)              | Martina Navrátilová (26/31) Pam Shriver (17/21)                  |
| 1988 | Martina Navrátilová (27/31) Pam Shriver (18/21) | Martina Navrátilová (28/31) Pam Shriver (19/21)                  | Steffi Graf Gabriela Sabatini                               | Gigi Fernández (1/17) Robin White                                |
| 1989 | Martina Navrátilová (29/31) Pam Shriver (20/21) | Łarysa Sawczenko-Neiland (1/2) Natalla Zwierawa (1/18)           | Jana Novotná (1/12) Helena Suková (3/9)                     | Hana Mandlíková Martina Navrátilová (30/31)                      |
| 1990 | Jana Novotná (2/12) Helena Suková (4/9) | Jana Novotná (3/12) Helena Suková (5/9)                          | Jana Novotná (4/12) Helena Suková (6/9)                     | Gigi Fernández (2/17) Martina Navrátilová (31/31)                |
| 1991 | Patty Fendick Mary Joe Fernández (1/2) | Gigi Fernández (3/17) Jana Novotná (5/12)                        | Łarysa Sawczenko-Neiland (2/2) Natalla Zwierawa (2/18)      | Pam Shriver (21/21) Natalla Zwierawa (3/18)                      |
| 1992 | Arantxa Sánchez Vicario (1/6) Helena Suková (7/9) | Gigi Fernández (4/17) Natalla Zwierawa (4/18)                    | Gigi Fernández (5/17) Natalla Zwierawa (5/18)               | Gigi Fernández (6/17) Natalla Zwierawa (6/18)                    |
| 1993 | Gigi Fernández (7/17) Natalla Zwierawa (7/18) | Gigi Fernández (17/8) Natalla Zwierawa (8/18)                    | Gigi Fernández (17/9) Natalla Zwierawa (9/18)               | Arantxa Sánchez Vicario (2/6) Helena Suková (8/9)                |
| 1994 | Gigi Fernández (10/17) Natalla Zwierawa (10/18) | Gigi Fernández (11/17) Natalla Zwierawa (11/18)                  | Gigi Fernández (12/17) Natalla Zwierawa (12/18)             | Jana Novotná (6/12) Arantxa Sánchez Vicario (3/6)                |
| 1995 | Jana Novotná (7/12) Arantxa Sánchez Vicario (4/6) | Gigi Fernández (13/17) Natalla Zwierawa (13/18)                  | Jana Novotná (8/12) Arantxa Sánchez Vicario (5/6)           | Gigi Fernández (14/17) Natalla Zwierawa (14/18)                  |
| 1996 | Chanda Rubin Arantxa Sánchez Vicario (6/6) | Lindsay Davenport (1/3) Mary Joe Fernández (2/2)                 | Martina Hingis (1/13) Helena Suková (9/9)                   | Gigi Fernández (15/17) Natalla Zwierawa (15/18)                  |
| 1997 | Martina Hingis (2/13) Natalla Zwierawa (16/18) | Gigi Fernández (16/17) Natalla Zwierawa (17/18)                  | Gigi Fernández (17/17) Natalla Zwierawa (18/18)             | Lindsay Davenport (2/3) Jana Novotná (9/12)                      |
| 1998 | Martina Hingis (3/13) Mirjana Lučić | Martina Hingis (4/13) Jana Novotná (10/12)                       | Martina Hingis (5/13) Jana Novotná (11/12)                  | Martina Hingis (6/13) Jana Novotná (12/12)                       |
| 1999 | Martina Hingis (7/13) Anna Kurnikowa (1/2) | Serena Williams (1/14) Venus Williams (1/14)                     | Lindsay Davenport (3/3) Corina Morariu                      | Serena Williams (2/14) Venus Williams (2/14)                     |
| 2000 | Lisa Raymond (1/6) Rennae Stubbs (1/4) | Martina Hingis (8/13) Mary Pierce                                | Serena Williams (3/14) Venus Williams (3/14)                | Julie Halard-Decugis Ai Sugiyama (1/3)                           |
| 2001 | Serena Williams (4/14) Venus Williams (4/14) | Virginia Ruano Pascual (1/10) Paola Suárez (1/8)                 | Lisa Raymond (2/6) Rennae Stubbs (2/4)                      | Lisa Raymond (3/6) Rennae Stubbs (3/4)                           |
| 2002 | Martina Hingis (9/13) Anna Kurnikowa (2/2) | Virginia Ruano Pascual (2/10) Paola Suárez (2/8)                 | Serena Williams (5/14) Venus Williams (5/14)                | Virginia Ruano Pascual (3/10) Paola Suárez (3/8)                 |
| 2003 | Serena Williams (6/14) Venus Williams (6/14) | Kim Clijsters (1/2) Ai Sugiyama (2/3)                            | Kim Clijsters (2/2) Ai Sugiyama (3/3)                       | Virginia Ruano Pascual (4/10) Paola Suárez (4/8)                 |
| 2004 | Virginia Ruano Pascual (5/10) Paola Suárez (5/8) | Virginia Ruano Pascual (6/10) Paola Suárez (6/8)                 | Cara Black (1/5) Rennae Stubbs (4/4)                        | Virginia Ruano Pascual (7/10) Paola Suárez (7/8)                 |
| 2005 | Swietłana Kuzniecowa (1/2) Alicia Molik (1/2) | Virginia Ruano Pascual (8/10) Paola Suárez (8/8)                 | Cara Black (2/5) Liezel Huber (1/5)                         | Lisa Raymond (4/6) Samantha Stosur (1/4)                         |
| 2006 | Yan Zi (1/2) Zheng Jie (1/2) | Lisa Raymond (5/6) Samantha Stosur (2/4)                         | Yan Zi (2/2) Zheng Jie (2/2)                                | Nathalie Dechy(1/2) Wiera Zwonariowa (1/3)                       |
| 2007 | Cara Black (3/5) Liezel Huber (2/5) | Alicia Molik (2/2) Mara Santangelo                               | Cara Black (4/5) Liezel Huber (3/5)                         | Nathalie Dechy (2/2) Dinara Safina                               |
| 2008 | Alona Bondarenko Kateryna Bondarenko | Anabel Medina Garrigues (1/2) Virginia Ruano Pascual (9/10)      | Serena Williams (7/14) Venus Williams (7/14)                | Cara Black (5/5) Liezel Huber (4/5)                              |
| 2009 | Serena Williams (8/14) Venus Williams (8/14) | Anabel Medina Garrigues (2/2) Virginia Ruano Pascual (10/10)     | Serena Williams (9/14) Venus Williams (9/14)                | Serena Williams (10/14) Venus Williams (10/14)                   |
| 2010 | Serena Williams (11/14) Venus Williams (11/14) | Serena Williams (12/14) Venus Williams (12/14)                   | Vania King (1/2) Jarosława Szwiedowa (1/2)                  | Vania King (2/2) Jarosława Szwiedowa (2/2)                       |
| 2011 | Gisela Dulko Flavia Pennetta | Andrea Hlaváčková (1/2) Lucie Hradecká (1/2)                     | Květa Peschke Katarina Srebotnik                            | Liezel Huber (5/5) Lisa Raymond (6/6)                            |
| 2012 | Swietłana Kuzniecowa (2/2) Wiera Zwonariowa (2/3) | Sara Errani (1/5) Roberta Vinci (1/5)                            | Serena Williams (13/14) Venus Williams (13/14)              | Sara Errani (2/5) Roberta Vinci (2/5)                            |
| 2013 | Sara Errani (3/5) Roberta Vinci (3/5) | Jekatierina Makarowa (1/3) Jelena Wiesnina (1/3)                 | Hsieh Su-wei (1/7) Peng Shuai (1/2)                         | Andrea Hlaváčková (2/2) Lucie Hradecká (2/2)                     |
| 2014 | Sara Errani (4/5) Roberta Vinci (4/5) | Hsieh Su-wei (2/7) Peng Shuai (2/2)                              | Sara Errani (5/5) Roberta Vinci (5/5)                       | Jekatierina Makarowa (2/3) Jelena Wiesnina (2/3)                 |
| 2015 | Bethanie Mattek-Sands (1/5) Lucie Šafářová (1/5) | Bethanie Mattek-Sands (2/5) Lucie Šafářová (2/5)                 | Martina Hingis (10/13) Sania Mirza (1/3)                    | Martina Hingis (11/13) Sania Mirza (2/3)                         |
| 2016 | Martina Hingis (12/13) Sania Mirza (3/3) | Caroline Garcia (1/2) Kristina Mladenovic (1/6)                  | Serena Williams (14/14) Venus Williams (14/14)              | Bethanie Mattek-Sands (3/5) Lucie Šafářová (3/5)                 |
| 2017 | Bethanie Mattek-Sands (4/5) Lucie Šafářová (4/5) | Bethanie Mattek-Sands (5/5) Lucie Šafářová (5/5)                 | Jekatierina Makarowa (3/3) Jelena Wiesnina (3/3)            | Chan Yung-jan Martina Hingis (13/13)                             |
| 2018 | Tímea Babos (1/4) Kristina Mladenovic (2/6) | Barbora Krejčíková (1/7) Kateřina Siniaková (1/8)                | Barbora Krejčíková (2/7) Kateřina Siniaková (2/8)           | Ashleigh Barty Coco Vandeweghe                                   |
| 2019 | Samantha Stosur (3/4) Zhang Shuai (1/2) | Tímea Babos (2/4) Kristina Mladenovic (3/6)                      | Hsieh Su-wei (3/7) Barbora Strýcová (1/2)                   | Elise Mertens (1/4) Aryna Sabalenka (1/2)                        |
| 2020 | Tímea Babos (3/4) Kristina Mladenovic (4/6) | Tímea Babos (4/4) Kristina Mladenovic (5/6)                      | turniej nie był rozgrywany                                  | Laura Siegemund Wiera Zwonariowa (3/3)                           |
| 2021 | Elise Mertens (2/4) Aryna Sabalenka (2/2) | Barbora Krejčíková (3/7) Kateřina Siniaková (3/8)                | Hsieh Su-wei (4/7) Elise Mertens (3/4)                      | Samantha Stosur (4/4) Zhang Shuai (2/2)                          |
| 2022 | Barbora Krejčíková (4/7) Kateřina Siniaková (4/8) | Caroline Garcia (2/2) Kristina Mladenovic (6/6)                  | Barbora Krejčíková (5/7) Kateřina Siniaková (5/8)           | Barbora Krejčíková (6/7) Kateřina Siniaková (6/8)                |
| 2023 | Barbora Krejčíková (7/7) Kateřina Siniaková (7/8) | Hsieh Su-wei (5/7) Wang Xinyu                                    | Hsieh Su-wei (6/7) Barbora Strýcová (2/2)                   | Gabriela Dabrowski Erin Routliffe                                |
| 2024 | Hsieh Su-wei (7/7) Elise Mertens (4/4) | Coco Gauff Kateřina Siniaková (8/8)                              |                                                             |                                                                  |

Do 1924 Mistrzostwa Francji tylko dla zawodników francuskich klubów. Począwszy od 1925 zyskały międzynarodowy charakter, stąd wyniki od tego roku są tu prezentowane. Od 1977 do 1985 turniej Australian Open był rozgrywany w grudniu, stąd dwa turnieje były w 1977, a w 1986 nie został rozegrany żaden.
| Legend                                                                               |
| ------------------------------------------------------------------------------------ |
| Zawodniczka wygrała wszystkie 4 turnieje wielkoszlemowe w roku z tą samą partnerką   |
| Zawodniczka wygrała wszystkie 4 turnieje wielkoszlemowe w roku z różnymi partnerkami |
| Zawodniczka wygrała 3 turnieje wielkoszlemowe w roku                                 |
| Zawodniczka wygrała 2 turnieje wielkoszlemowe w roku                                 |

## Najwięcej tytułów
| Lp. | Zawodniczka             | Suma | Australian Open | French Open | Wimbledon | US Open |
| --- | ----------------------- | ---- | --------------- | ----------- | --------- | ------- |
| 1   | / Martina Navrátilová   | 31   | 8               | 7           | 7         | 9       |
| 2   | Louise Brough Clapp     | 21   | 1               | 3           | 5         | 12      |
| 2   | Margaret Osborne DuPont | 21   | 0               | 3           | 5         | 13      |
| 2   | Pam Shriver             | 21   | 7               | 4           | 5         | 5       |
| 5   | Margaret Smith Court    | 19   | 8               | 4           | 2         | 5       |
| 6   | / Natalla Zwierawa      | 18   | 3               | 6           | 5         | 4       |
| 7   | Elizabeth Ryan          | 17   | 0               | 4           | 12        | 1       |
| 7   | Gigi Fernández          | 17   | 2               | 6           | 4         | 5       |
| 9   | Billie Jean King        | 16   | 0               | 1           | 10        | 5       |
| 10  | Doris Hart              | 14   | 1               | 5           | 4         | 4       |
| 10  | Serena Williams         | 14   | 4               | 2           | 6         | 2       |
| 10  | Venus Williams          | 14   | 4               | 2           | 6         | 2       |
| 13  | Darlene Hard            | 13   | 0               | 3           | 4         | 5       |
| 13  | Martina Hingis          | 13   | 5               | 2           | 3         | 3       |
| 15  | Shirley Fry             | 12   | 1               | 4           | 3         | 4       |
| 15  | Thelma Coyne Long       | 12   | 12              | 0           | 0         | 0       |
| 15  | Jana Novotná            | 12   | 2               | 3           | 4         | 3       |
| 18  | Sarah Palfrey Cooke     | 11   | 0               | 0           | 2         | 9       |
| 18  | Maria Bueno             | 11   | 1               | 1           | 5         | 4       |
| 20  | Nancye Wynne Bolton     | 10   | 10              | 0           | 0         | 0       |
| 20  | Virginia Ruano Pascual  | 10   | 1               | 6           | 0         | 3       |

     Rekordowe osiągnięcia

## Najwięcej tytułów w erze open
| Lp. | Zawodniczka             | Suma | Australian Open | GrzechyFrench Open | Wimbledon | US Open |
| --- | ----------------------- | ---- | --------------- | ------------------ | --------- | ------- |
| 1   | / Martina Navrátilová   | 31   | 8               | 7                  | 7         | 9       |
| 2   | Pam Shriver             | 21   | 7               | 4                  | 5         | 5       |
| 3   | / Natalla Zwierawa      | 18   | 3               | 6                  | 5         | 4       |
| 4   | Gigi Fernández          | 17   | 2               | 6                  | 4         | 5       |
| 5   | Serena Williams         | 14   | 4               | 2                  | 6         | 2       |
| 5   | Venus Williams          | 14   | 4               | 2                  | 6         | 2       |
| 7   | Martina Hingis          | 13   | 5               | 2                  | 3         | 3       |
| 8   | Jana Novotná            | 12   | 2               | 3                  | 4         | 3       |
| 9   | Billie Jean King        | 10   | 0               | 1                  | 6         | 3       |
| 9   | Virginia Ruano Pascual  | 10   | 1               | 6                  | 0         | 3       |
| 9   | Margaret Smith Court    | 10   | 4               | 1                  | 1         | 4       |
| 12  | Helena Suková           | 9    | 2               | 1                  | 4         | 2       |
| 13  | Kateřina Siniaková      | 8    | 2               | 3                  | 2         | 1       |
| 13  | Paola Suárez            | 8    | 1               | 4                  | 0         | 3       |
| 15  | Rosie Casals            | 7    | 0               | 0                  | 4         | 3       |
| 15  | Hsieh Su-wei            | 7    | 1               | 2                  | 4         | 0       |
| 15  | Barbora Krejčíková      | 7    | 2               | 2                  | 2         | 1       |
| 18  | Françoise Durr          | 6    | 0               | 4                  | 0         | 2       |
| 18  | Evonne Goolagong        | 6    | 5               | 0                  | 1         | 0       |
| 18  | Kristina Mladenovic     | 6    | 2               | 4                  | 0         | 0       |
| 18  | Lisa Raymond            | 6    | 1               | 1                  | 1         | 3       |
| 18  | Arantxa Sánchez Vicario | 6    | 3               | 0                  | 1         | 2       |
| 18  | Betty Stöve             | 6    | 0               | 2                  | 1         | 3       |
| 24  | Cara Black              | 5    | 1               | 0                  | 3         | 1       |
| 24  | Sara Errani             | 5    | 2               | 1                  | 1         | 1       |
| 24  | Helen Gourlay Cawley    | 5    | 4               | 0                  | 1         | 0       |
| 24  | / Liezel Huber          | 5    | 1               | 0                  | 2         | 2       |
| 24  | Kathy Jordan            | 5    | 1               | 1                  | 2         | 1       |
| 24  | Bethanie Mattek-Sands   | 5    | 2               | 2                  | 0         | 1       |
| 24  | Anne Smith              | 5    | 1               | 2                  | 1         | 1       |
| 24  | Lucie Šafářová          | 5    | 2               | 2                  | 0         | 1       |
| 24  | Judy Tegart Dalton      | 5    | 2               | 0                  | 1         | 2       |
| 24  | Roberta Vinci           | 5    | 2               | 1                  | 1         | 1       |

     Rekordowe osiągnięcia

## Najwięcej tytułów na zespół w erze open
| Tytuły | Zespół |
| ------ | --- |
| 20     | Martina Navrátilová & Pam Shriver |
| 14     | Gigi Fernández & / Natalla Zwierawa Serena Williams & Venus Williams |
| 8      | Virginia Ruano Pascual & Paola Suárez |
| 7      | Barbora Krejčíková & Kateřina Siniaková |
| 5      | Rosie Casals & Billie Jean King Sara Errani & Roberta Vinci Bethanie Mattek-Sands & Lucie Šafářová                                                                                                  |
| 4      | Margaret Smith Court & Judy Tegart Dalton Margaret Smith Court & Virginia Wade Kathy Jordan & Anne Smith Jana Novotná & Helena Suková Cara Black & / Liezel Huber Tímea Babos & Kristina Mladenovic |
| 3      | Billie Jean King & Martina Navrátilová Martina Hingis & Jana Novotná Martina Hingis & Sania Mirza Jekatierina Makarowa & Jelena Wiesnina                                                            |

## Najdłuższa przerwa między tytułami
Lista zawodniczek, które mają najdłuższą przerwę między wygranymi tytułami wielkoszlemowymi.
| Lp. | Zawodniczka              | Przerwa | Ostatni tytuł przed przerwą | Pierwszy tytuł po przerwie |
| --- | ------------------------ | ------- | --------------------------- | -------------------------- |
| 1.  | Martina Hingis           | 13 lat  | Australian Open 2002        | Wimbledon 2015             |
| 1.  | Samantha Stosur          | 13 lat  | French Open 2006            | Australian Open 2019       |
| 3.  | Hazel Hotchkiss Wightman | 9 lat   | US Open 1915                | French Open 1924           |
| 3.  | Kerry Melville Reid      | 9 lat   | Australian Open 1968        | Australian Open 1977       |
| 5.  | Rosie Casals             | 8 lat   | US Open 1974                | US Open 1982               |
| 5.  | Wiera Zwonariowa         | 8 lat   | Australian Open 2012        | US Open 2020               |
| 7.  | Thelma Coyne Long        | 7 lat   | Australian Open 1940        | Australian Open 1947       |
| 7.  | Nancye Wynne Bolton      | 7 lat   | Australian Open 1940        | Australian Open 1947       |

## Najdłuższy okres ze zdobywanymi tytułami
Lista zawodniczek, które grając największą liczbę lat, zdobywały tytuły wielkoszlemowe – od pierwszego do ostatniego.
| Lp. | Zawodniczka              | Ilość lat | Pierwszy tytuł       | Ostatni tytuł        | Ilość zwycięstw |
| --- | ------------------------ | --------- | -------------------- | -------------------- | --------------- |
| 1.  | Thelma Coyne Long        | 23 lata   | Australian Open 1936 | Australian Open 1958 | 12              |
| 2.  | Martina Hingis           | 22 lata   | Wimbledon 1996       | US Open 2017         | 13              |
| 3.  | Elizabeth Ryan           | 21 lat    | Wimbledon 1914       | Wimbledon 1934       | 17              |
| 4.  | Hazel Hotchkiss Wightman | 20 lat    | US Open 1909         | French Open 1928     | 7               |
| 4.  | Billie Jean King         | 20 lat    | Wimbledon 1961       | US Open 1980         | 16              |
| 6.  | Venus Williams           | 18 lat    | French Open 1999     | Wimbledon 2016       | 14              |
| 6.  | Serena Williams          | 18 lat    | French Open 1999     | Wimbledon 2016       | 14              |
| 8.  | Nancye Wynne Bolton      | 17 lat    | Australian Open 1936 | Australian Open 1952 | 10              |
| 8.  | Margaret Osborne DuPont  | 17 lat    | US Open 1941         | US Open 1957         | 21              |
| 8.  | Samantha Stosur          | 17 lat    | US Open 2005         | US Open 2021         | 4               |
| 11. | Louise Brough Clapp      | 16 lat    | US Open 1942         | US Open 1957         | 21              |
| 11. | Rosie Casals             | 16 lat    | Wimbledon 1967       | US Open 1982         | 9               |
| 11. | / Martina Navrátilová    | 16 lat    | French Open 1975     | US Open 1990         | 31              |
| 14. | Darlene Hard             | 15 lat    | French Open 1955     | US Open 1969         | 13              |
| 14. | Margaret Smith Court     | 15 lat    | Australian Open 1961 | US Open 1975         | 19              |
| 14. | Wiera Zwonariowa         | 15 lat    | US Open 2006         | US Open 2020         | 3               |
| 17. | Hsieh Su-wei             | 12 lat    | Wimbledon 2013       | Australian Open 2024 | 7               |
| 17. | Sarah Palfrey Cooke      | 12 lat    | US Open 1930         | US Open 1941         | 11              |
| 17. | Helena Suková            | 12 lat    | US Open 1985         | Wimbledon 1996       | 9               |
| 17. | Lisa Raymond             | 12 lat    | Australian Open 2000 | US Open 2011         | 6               |
| 20. | Helen Wills Moody        | 11 lat    | US Open 1922         | French Open 1932     | 9               |
| 20. | Maria Bueno              | 11 lat    | Wimbledon 1958       | US Open 1968         | 11              |
| 20. | Kerry Melville Reid      | 11 lat    | Australian Open 1968 | Wimbledon 1978       | 3               |
| 20. | Pam Shriver              | 11 lat    | Wimbledon 1981       | US Open 1991         | 21              |
| 25. | Gail Sherriff Chanfreau  | 10 lat    | French Open 1967     | French Open 1976     | 4               |
| 25. | Gigi Fernández           | 10 lat    | US Open 1988         | Wimbledon 1997       | 17              |
| 25. | Jana Novotná             | 10 lat    | Wimbledon 1989       | US Open 1998         | 12              |
|     | aktywne tenisistki       |           |                      |                      |                 |